# Missioners Oblats de Maria Immaculada
Els Missioners Oblats de Maria Immaculada, (en llatí Congregatio Missionariorum Oblatorum B. M. V. Immaculatae), són un institut religiós masculí, concretament, una congregació clerical de l'Església catòlica. Els seus membres posposen al nom les sigles O.M.I.. Va ser fundada el 25 de gener de 1816 per sant Eugeni de Mazenod, un prevere francès nascut a Ais de Provença, al sud de França l'1 d'agost de 1782. La congregació va ser reconeguda pel Papa Lleó XII el 17 febrer de 1826. La congregació es compon de sacerdots i germans que, en general, viuen en comunitat. La seva tradicional salutació és Laudetur Jesus Christus ("Lloat sigui Jesucrist"), a la qual la resposta és Et Maria Immaculata ("I Maria Immaculada"). Al 2011, la congregació tenia aproximadament 4.400 membres (incloent 580 en formació) que serveixen en nombroses parts del món.

## Història i carisma

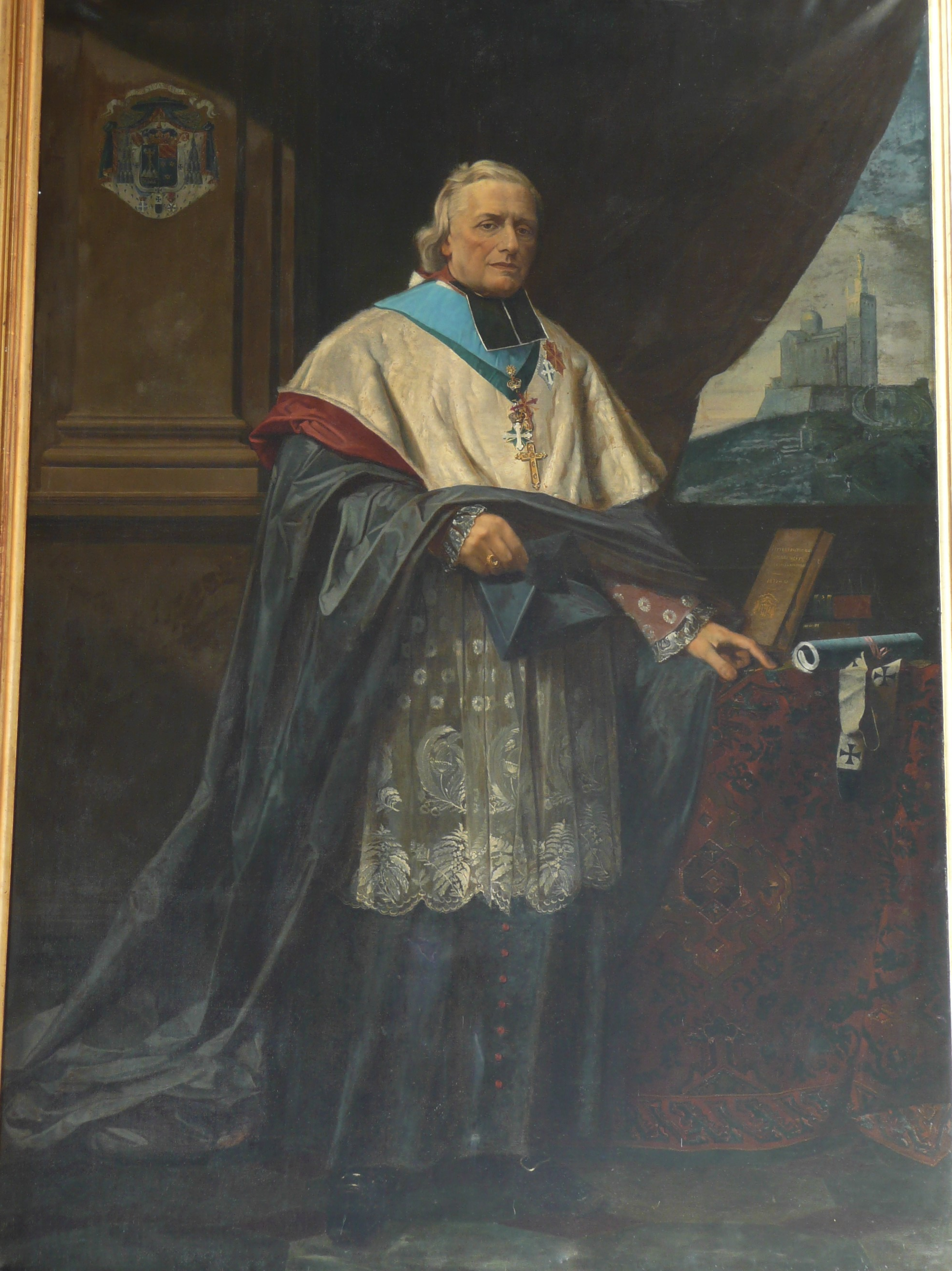
Mgr de Mazenod

Els Missioners Oblats de Maria Immaculada van ser fundats el 25 de gener de 1816 a Ais de Provença per Eugène de Mazenod. Nascut en el si de la petita noblesa francesa, la seva família es van veure obligats a fugir a Itàlia durant la Revolució. En aquesta època experimentà anys d'inestabilitat familiar, pobresa i perill. La família es va veure obligada a fugir successivament a Torí, Venècia, Nàpols i Palerm. Va tornar a França com un home jove, entrant al Seminari de Sant Sulpici, sent ordenat en 1811.
El 25 de gener de 1816, el pare Eugeni de Mazenod i quatre companys es van reunir amb l'objectiu de fomentar la predicació en missions populars a la població rural en provençal.
La congregació va ser establerta per renovar l'Església a França després de la Revolució, sobretot per:
| « | (1) reviure l'esperit de fe entre les poblacions rurals i industrials per mitjà de missions i recessos, en què la devoció al Sagrat Cor i a Maria Immaculada es recomana com un mitjà sobrenatural de la regeneració. «Ell m'ha enviat a predicar l'Evangeli als pobres», ha estat adoptat com la divisa de la congregació. (2) Cura de les societats d'homes joves, clubs catòlics. (3) la formació del clergat als seminaris | » |

No obstant això, el treball de la congregació aviat es va desenvolupar i el carisma dels oblats és que es 
| « | en no estar especialitzats, excepte en fer front a les necessitats urgents... va ser suficient perquè els bisbes que es dirigien al nostre Fundador i li diguessin: «No tinc ningú ... » per a ell actuar, tornar a examinar la seva mà d'obra, retallar personal aquí i allà, i alliberar 2 o 3 homes per aquestes noves necessitats. I avui segueix sent així. Com es veu, es tracta de passió, de la preocupació missionera. | » |

## Els vots
Com a membres d'una congregació religiosa els Missioners Oblats de Maria Immaculada abracen els consells evangèlics, tenint els tres tradicionals vots religiosos de pobresa, castedat i obediència. La pobresa significa que totes les possessions es tenen en comú i que cap membre pot acumular riquesa. La castedat, abstenint-se d'activitat sexual, té la intenció de fer el religiós totalment disponible per al servei religiós.

## La formació religiosa
La Regla de la Congregació de 1853 fa una declaració que encara s'aplica:
| « | Si algú vol arribar a ser un de nosaltres ha de tenir un desig ardent per la seva pròpia perfecció, i ser inflamat amb l'amor de Nostre Senyor Jesucrist i de la seva Església i un zel ardent per la salvació de les ànimes .. | » |

En les etapes inicials, les persones interessades a formar part de la congregació tenen diverses reunions amb un capellà de la congregació, generalment amb visites a una comunitat. Els adults joves amb un mínim de 18 anys, es reuneixen regularment per compartir les seves experiències de Déu i el que Ell pot estar cridant a convertir-se. Durant aquest temps els membres de la congregació comparteixen el que és ser un sacerdot, un germà religiós. A aquells que volen ingressar a la congregació se'ls anima fortament a assistir a missa amb tanta freqüència com sigui possible, a llegir la Sagrada Escriptura i especialment els Evangelis i passar temps amb regularitat en oració, per poder discernir millor la seva vocació.

### Postulantat / Pre-noviciat
Es tracta d'un període d'entre 2 i 4 anys d'experiència de viure en una comunitat, compartint en molts aspectes de la vida de la congregació. Durant aquest temps el postulant participa en la vida d'oració d'una comunitat, compartint més profundament amb els altres i s'involucra en un o més dels apostolats de la congregació. En essència, es tracta d'un període prolongat de discerniment per als postulants i una oportunitat perquè la congregació pugui avaluar els punts forts dels candidats i les possibles àrees que requereixen creixement. Per a aquells que hagin realitzat els estudis secundaris és possible, en algunes províncies, que comencin a treballar en un títol de grau.

### Noviciat
A continuació segueix el noviciat, que és el moment en què es prepara per prendre els vots de pobresa, castedat i obediència. L'any de noviciat és crucial, ja que és llavors «... que els novicis entenen millor la seva vocació divina, i de fet la que és pròpia de l'institut, experimentar la forma de vida de l'institut, i formant la seva ment i el seu cor, en el seu esperit, i perquè la seva intenció i idoneïtat es posin a prova.» per tant, als novicis se'ls dona l'oportunitat per més períodes d'oració i lectura espiritual, així com el silenci per tal de reflexionar sobre la vocació que Déu li està oferint i la naturalesa de la seva resposta. El desenvolupament espiritual dels novicis és de particular atenció, especialment a través de la direcció espiritual. Durant el noviciat la història i les Constitucions de la Congregació s'estudien en profunditat.
Al final del noviciat es fa una simple professió i la persona es converteix oficialment en un membre de la Congregació per a «Per la professió religiosa, els membres assumeixen l'observança dels tres consells evangèlics mitjançant vot públic, estan consagrats a Déu a través del ministeri de l'Església i s'incorporen a l'institut amb els drets i obligacions definits per la llei.»

### Post-noviciat / escolasticat
Després del noviciat, els nous membres de la congregació continuen els seus estudis. En les Filipines això normalment implica un 4 anys teologia grau, seguit per un any missionera a l'estranger, tot i que un estudiant pot fer una sol·licitud per estudiar a la Universitat Pontifícia Gregoriana de Roma. [6] A Canadà, es duen a terme estudis a la Universitat Saint-Paul a Ottawa. Escolasticados de quatre províncies en el Sud d'Àfrica (central, Lesotho, Natal i del Nord) estudi en escolasticat de la congregació a la petita ciutat de Hilton a KwaZulu-Natal o al escolasticat Internacional a Roma. [10]
Els vots es renoven anualment; després de tres anys, un membre pot sol·licitar vots finals. D'acord amb el dret canònic, els vots temporals podran ser renovats per un període més llarg, però no superior a nou anys. [11]
Després del noviciat, els nous membres de la congregació continuen els seus estudis.
Els vots es renoven anualment; després de tres anys, un membre pot sol·licitar vots finals. D'acord amb el dret canònic, els vots temporals podran ser renovats per un període més llarg, però no superior a nou anys.

## Missions
El Papa Pius XI (1857-1939) va quedar tan impressionat pel valor dels oblats que es referia a ells com "Especialistes en les missions més difícils de l'Església" En efecte, pel que fa al seu ministeri, els Oblats declaren:
| « | Nosaltres vam complir amb la nostra tasca en la curació del món mitjançant la comprensió del seu caràcter evolutiu, mitjançant la participació crítica seu esperit contemporani i per complir amb les seves noves necessitats de noves maneres. Busquem i submergir-nos en la vida dels més abandonats en les seves moltes cares i veus, i la lluita amb els més afectats pels conflictes. Amb els valors de l'Evangeli que el diàleg amb els pobles de diferents cultures, creences i religions, en la recerca d'una transformació integral de la societat; treballem amb altres per salvaguardar la dignitat humana, de la família nodrir, promoure l'harmonia, la promoció d'una cultura de pau, i respondre a les trucades de la justícia i la integritat de la creació. | » |

Els oblats prediquen en les parròquies, centres de retir, les qüestions de justícia i la pau, els pobles indígenes, i les escoles catòliques. Els oblats són present en els cinc continents. Mantenen una presència en una sèrie de santuaris marians incloent Lorda (França), la Mare de Déu de les Neus (Illinois, Estats Units), a Belleville (Illinois), Notre-Dame de Pontmain (França) i a Loreto (Ancona).

## Oblats notables

### Beats
- Beat Joseph Gérard (1831–1914), prevere missioner francès, anomenat l'"Apòstol dels Basuthos," beatificat el 1988
- Beat Józef Cebula (1902–1941), prevere polonès assassinat pels nazis al camp de concentració de Mauthausen, beatificat el 1999
- Els Màrtirs de Laos, inclou un prevere missioner italià i cinc de francesos, beatificats el 2016

### Cardenals
- Thomas Cooray (1901–1988), cardenal, arquebisbe de Colombo in Sri Lanka
- Francis George (1937–2015), cardenal, arquebisbe de Chicago
- Joseph-Hippolyte Guibert (1802–1886), cardenal, arquebisbe de París
- Sebastian Koto Khoarai (1929-), cardenal, bisbe de  Mohale's Hoek
- Orlando Beltran Quevedo (1939–), cardenal, arquebisbe de Cotabato a les Filipines
- Jean-Marie-Rodrigue Villeneuve (1883–1947), cardenal, arquebisbe de Quebec

### Bisbes i arquebisbes
- Hubert Constant (1931–2011), arquebisbe de Cap-Haïtien
- Vital-Justin Grandin (1829–1902), bisbe missioner durant la formació del Canadà
- Denis Hurley (1915–2004), arquebisbe i activista anti-apartheid
- Roger Schweitz, arquebisbe d'Anchorage
- David Douglas Crosby, bisbe de Hamilton
- Mark Edwards, bisbe auxiliar de Melbourne
- Victor Gnanapragasam prefecte del vicariat apostòlic de Quetta
- Angelito Lampon, Vicari apostòlic de Jolo
- Sebastian Koto Khoarai, bisbe de  Mohale's Hoek

### Preveres i religiosos
- Carl Kabat (1933), prevere estatunidenc i activista per la pau
- Albert Lacombe (1827–1916), missioner francès durant la formació del Canadà, negociador de la pau entre les tribus cree i blackfoot
- Adrien-Gabriel Morice (1859–1938), lingüista, cartògraf i etnòleg
- Émile Petitot (1838–1916), cartògraf i etnòleg
- Ronald Rolheiser (1947), autor de diversos llibres d'espiritualitat
- Larry Rosebaugh (1935–2009), prevere estatunidenc activista
- Constantine Scollen (1841–1902), missioner entre els blackfoot, els cree i els métis